# Atopetholus pearcei
Atopetholus pearcei är en mångfotingart som beskrevs av Chamberlin 1950. Atopetholus pearcei ingår i släktet Atopetholus och familjen Atopetholidae. Inga underarter finns listade i Catalogue of Life.